# RAF Bomber Command
Bomber Command kontrollerede Royal Air Forces bombefly fra 1936 til 1968. Under 2. verdenskrig bombede og ødelagde Bomber Command en betydelig del af Nazi-Tysklands industrielle kapacitet og mange tyske byer.
Oversat fra norsk Wikipedia.